# 内里莱班
内里莱班（法語：Néris-les-Bains，法語發音：[neʁi le bɛ̃]），法国中部城市，奥弗涅-罗讷-阿尔卑斯大区阿列省的一个市镇，隶属于蒙吕松区，其市镇面积为33.13平方公里，2022年1月1日时人口数量为2,441人，在法国城市中排名第4,381位。
内里莱班位于阿列省西南部，蒙吕松东南部，是一个区域性的中心城市，因当地的浴场而闻名。

## 地名来源
“Néris”一名最初可能以拉丁语“Neriomagus”的形式被记载，该名称可能出自神话人物Nerius，后者被认作是“水神”；“-les-Bains”这一后缀自1906年起成为当地官方名称的一部分。
内里莱班所处区域历史上曾通行马尔什方言，后者为一种介于奥依语和奥克语之间的新月方言，“Néris-les-Bains”在奥克语维基百科及同语言版本Openstreetmap中对应的拼写为“Nerís”。

## 历史

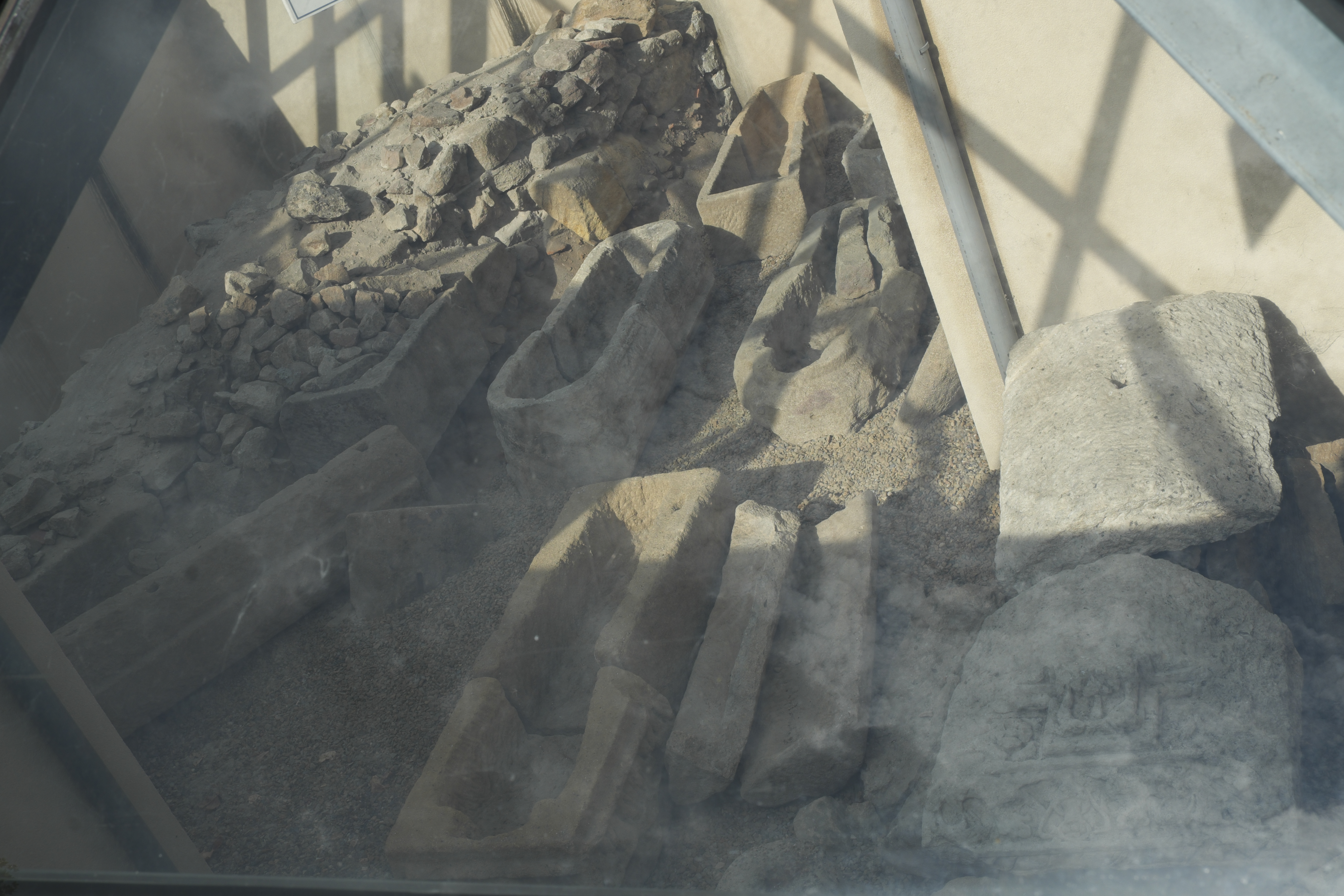
内里莱班境内的一处考古发掘遗址

内里莱班的早期历史尚不清楚。古典时期，来自贝里的比图里格人在此筑城。罗马人入侵高卢后，内里境内发现温泉资源并得到开发，该地被改建为一处3公顷的奥皮杜姆，多条罗马道路在此交汇。中世纪时，内里长期为波旁地区的一部分，当地因温泉而形成聚落，其镇中心于11世纪时修建教堂。法国大革命后，内里莱班成为阿列省的一个市镇。工业革命期间，特别是19世纪80年代以来，得益于工业城市蒙吕松的发展和扩张，内里莱班境内兴建了大型浴场，当地城市得到快速发展。1931年，内里莱班站建成运营，该站曾开行直通巴黎的旅游列车，直至1957年停运。

## 地理

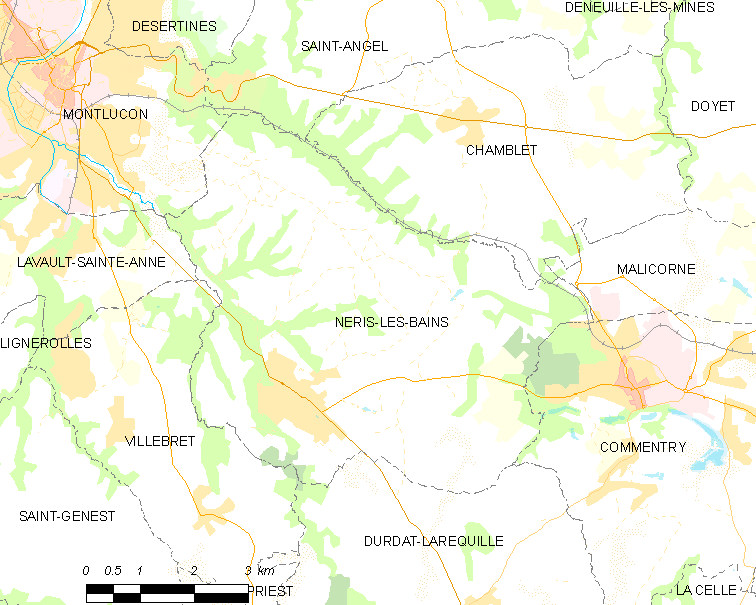
内里莱班市镇范围地图

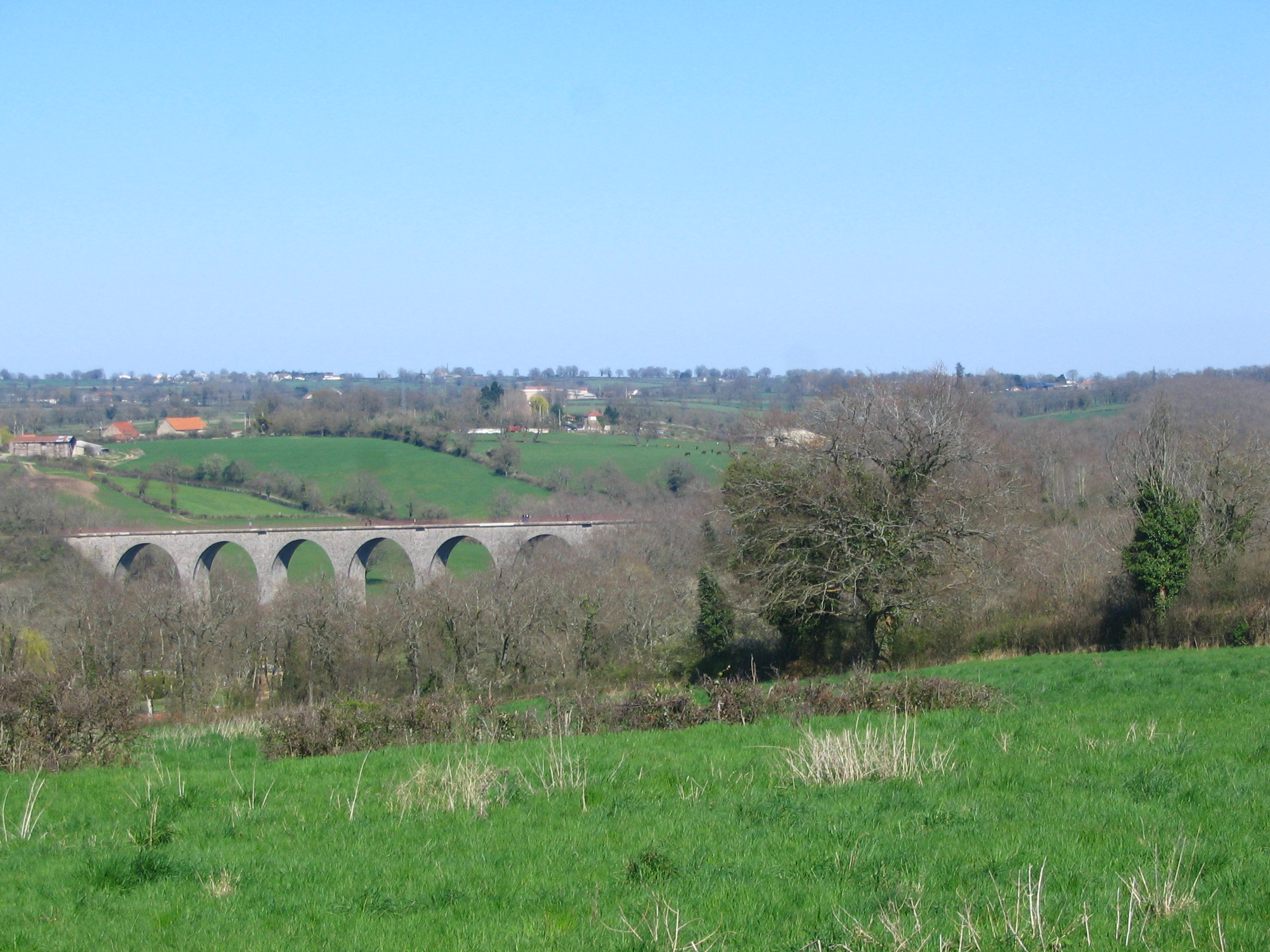
内里莱班附近的自然景观

内里莱班位于法国中部，奥弗涅-罗讷-阿尔卑斯大区西北部和阿列省西南部，距离省会穆兰大约77公里。与内里莱班接壤的市镇包括：蒙吕松、圣昂热勒、尚布莱、拉沃圣安娜、维勒布雷、科芒特里和迪尔达-拉勒基耶。

### 地形
内里莱班位于法国中央高原西北部，孔布拉耶山北侧，境内以浅丘和丘陵为主，市镇中心位于一处河谷外侧高地上，整体地势自北向南抬升，靠近河流的地区起伏明显，全境海拔在230到441米之间。

### 水文
波利耶河自南向北流经内里莱班市区西部，此外当地在一处溪流上筑建了人工水坝，由此形成了一处名叫“Cournauron”的水库。

### 植被
内里莱班属于温带阔叶混交林区，林地广泛分布于市镇范围内的河谷及坡地地区，市中心的莱绍德公园（Parc des Chaudes）是当地的一处城市绿地。
在鲜花城市的评比中，内里莱班被评为3星级鲜花城市。

### 气候
内里莱班在柯本气候分类法中属于带有一定大陆性气候特征的温带海洋性气候（Cfb）。

## 行政区划
内里莱班的市镇编号为03195，邮政编号为03310。
在行政管理方面，内里莱班隶属于法国奥弗涅-罗讷-阿尔卑斯大区阿列省蒙吕松区；在地方选举方面，内里莱班隶属于蒙吕松第三县，其市镇范围全境被划入阿列省第二选区；在社会管理方面，内里莱班是科芒特里-蒙马罗-内里市镇公共社区的组成部分。
截至2024年3月，内里莱班市镇范围内的暂无任何城市敏感街区及城市政策优先街区。
法国国家统计与经济研究所（简称）在进行数据统计时，将内里莱班市镇单独设为内里莱班城市核心区（Unité urbaine de Néris-les-Bains），并将包括核心区在内的周边共38个市镇划为蒙吕松城市区。自2020年起，蒙吕松城市区被包含58个市镇的蒙吕松城市辐射区代替。此外，还将内里莱班市镇整体看作一个“块区”（IRIS），以便于统计人口分布情况。

## 交通

### 公路
阿列省省道D155线、D455线、D998线和D2144线在内里莱班境内交汇。奥弗涅-罗讷-阿尔卑斯城际巴士（商业名称为）下属的B07线、B19线停靠内里莱班，可前往蒙吕松、孔布拉耶地区马尔西亚、圣埃卢瓦莱米讷等地。
2020年，52.5%的内里莱班家庭拥有至少一辆私人汽车。2021年，内里莱班境内共发生各类交通事故3起，造成4人受伤，其中3人重伤。
| 10 | 16 |

| 12.1 | 59 |

| 穆兰 | 73 |

| 蒙马罗 | 27 |

| 蒙吕松 | 8 |

| 科芒特里 | 7 |

| 里永 | 71 |

| 圣埃卢瓦莱米讷 | 21 |

### 铁路

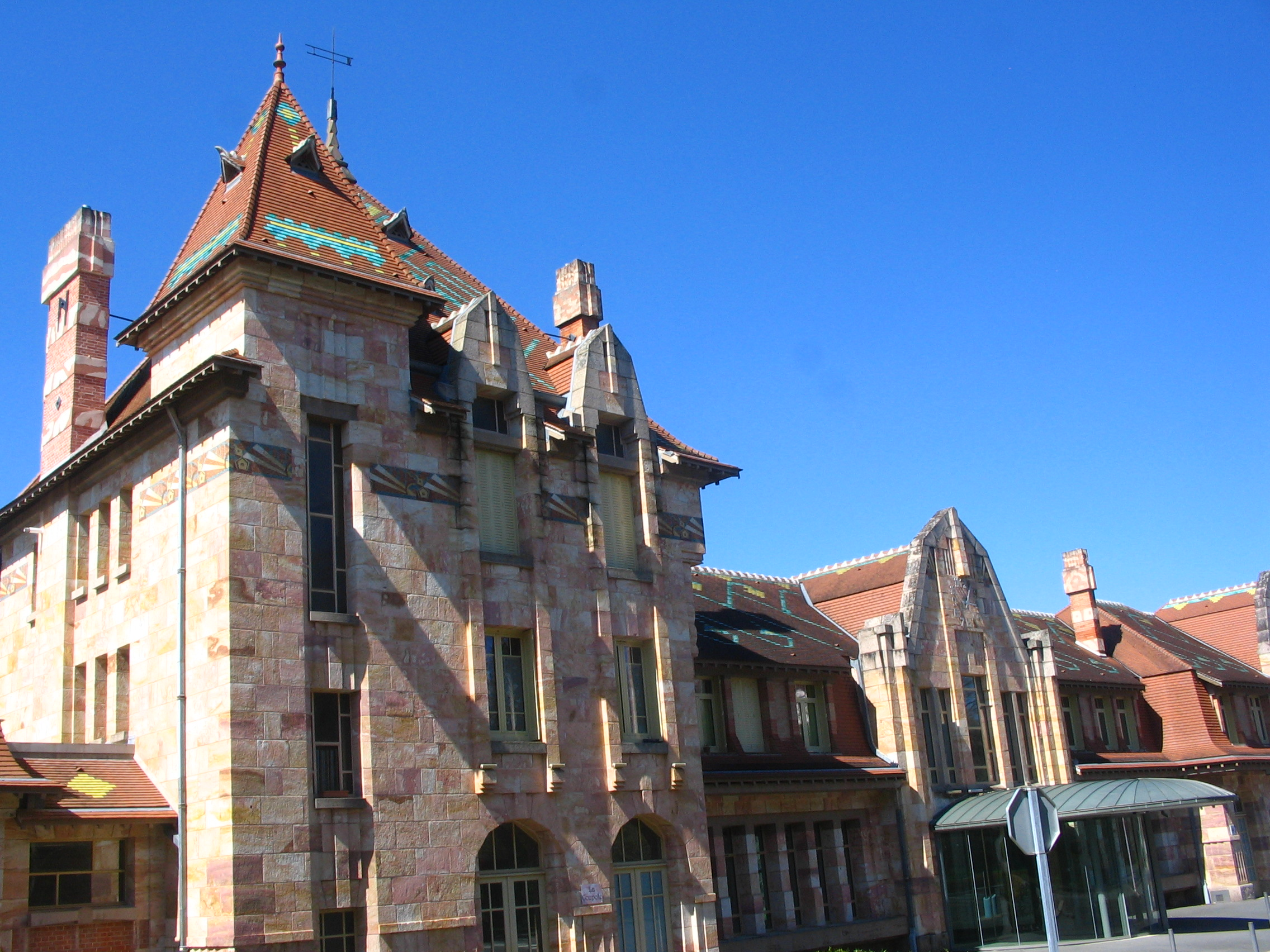
内里莱班火车站站房旧址

内里莱班位于蒙吕松—古蒂耶尔铁路上，该铁路已废弃。
内里莱班距离蒙吕松里马尔站和科芒特里站的公路里程均约8公里，两站均停靠往返于蒙吕松和克莱蒙费朗之间的区域列车。

### 航空
内里莱班距离克莱蒙费朗机场的公路里程大约87公里。

### 城市公共交通
截至2024年3月，内里莱班暂无城市公共交通系统。

## 政治

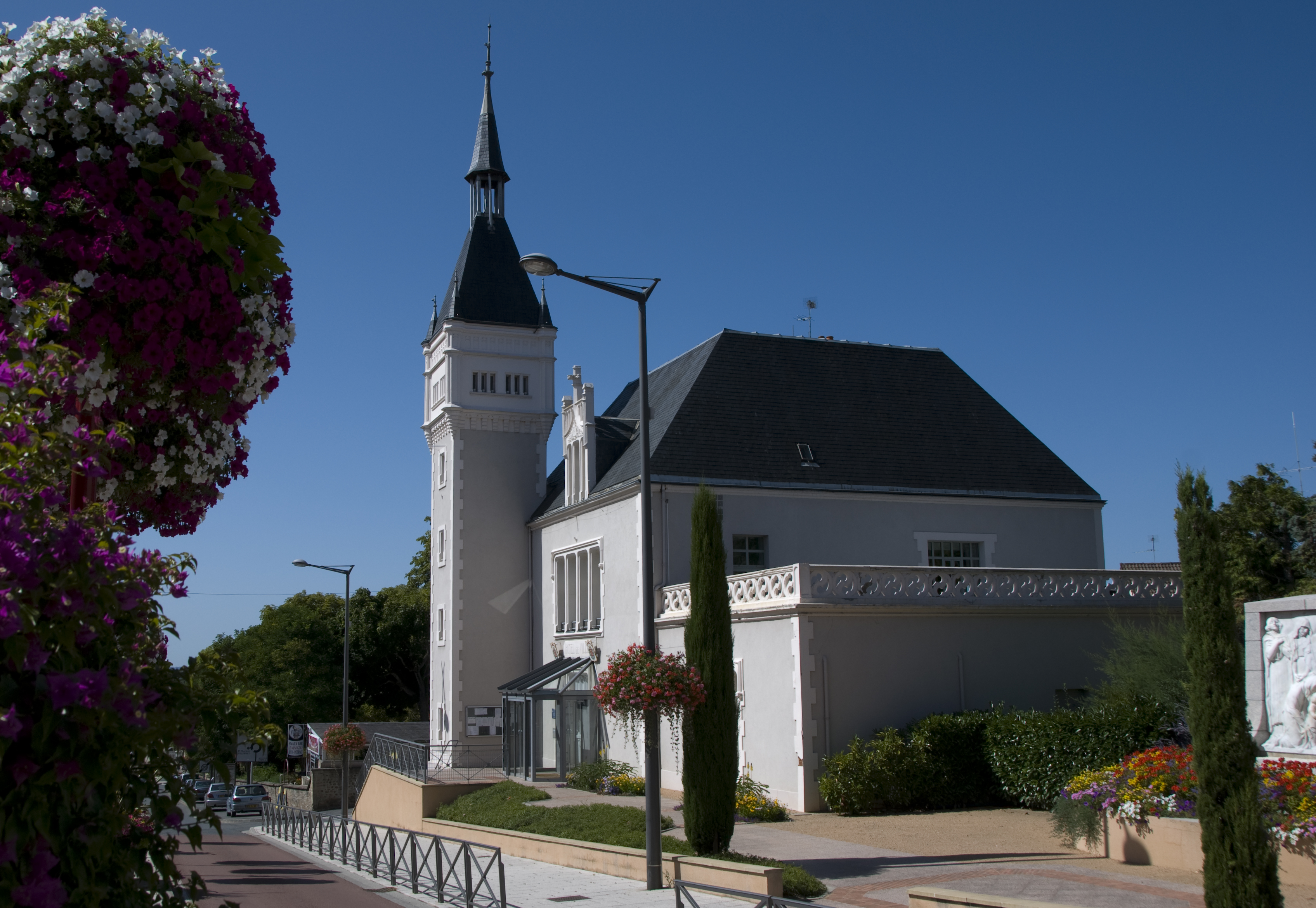
内里莱班市政厅

内里莱班的现任市长为阿兰·沙皮先生（Alain CHAPY），他是一名右翼无党派人士，在2020年的市政选举中获得了54.14%的支持率。
在2022年的法国总统大选的第二轮选举中，法国第25任总统埃马纽埃尔·马克龙在内里莱班获得了60.71%的支持率。

## 人口
2021年，内里莱班市镇人口数量为2,514，在法国排名第4,381位。其中男性1,206人，女性1,382人，75岁及以上人口占15.5%，外籍人口数量为48人，人口密度为76人/平方公里，当地居民被称为（男性）或（女性）。2022年，内里莱班境内出生11人，死亡人口39人。
| 内里莱班1901年－2021年人口变化情况 |
|                                    |
| 数据来源：Cassini、INSEE           |

## 经济
内里莱班是一个区域性的中心城市。截至2024年3月，内里莱班市镇范围内共有各类用人单位（包含自雇）474家，平均历史为19年，其中99.59%为中小型企业（PME），2024年1月至3月间，当地的经济活力指数为0.21%。（博彩）、（财会）及（酒店接待）是当地2021年营业额最高的三个企业，分别为1,491,443欧元、65,000欧元和38,744欧元。

## 财政与居民收入
2022年，内里莱班的财政收入总额为4,521,650欧元，财政支出总额为3,869,780欧元，当年的债务总额为5,645,160欧元。2022年，内里莱班市镇通过增值税获得149,190欧元的收入，此外当地还共获得了662,450欧元的国家直接财政补助。
| 内里莱班居民收入情况                             | 内里莱班居民收入情况 | 内里莱班居民收入情况  | 内里莱班居民收入情况 |
| 内容                                             | 内里莱班             | 法国                  | 统计年份             |
| ------------------------------------------------ | -------------------- | --------------------- | -------------------- |
| 征税家庭总数                                     | 1,188                | 1,081（法国市镇平均） | 2022年               |
| 居民平均月收入                                   | 2,415欧元            | 2,435欧元             | 2022年               |
| 高级职员人均月收入                               | 4,088欧元            | 4,331欧元             | 2021年               |
| 中级职员人均月收入                               | 2,377欧元            | 2,470欧元             | 2021年               |
| 普通职员人均月收入                               | 1,711欧元            | 1,801欧元             | 2021年               |
| 贫困率                                           | 11%                  | 14.5%                 | 2020年               |
| 青壮年（15至64岁）失业率                         | 10.8%                | 7.4%                  | 2020年               |
| 征税家庭数量占比                                 | 47.3%                | 45.5%                 | 2020年               |
| 家庭年均纳税                                     | 3,857欧元            | 4,393欧元             | 2022年               |
| 资料来源：INSEE、L'Internaute、Le Journal du Net |                      |                       |                      |

## 社会事务

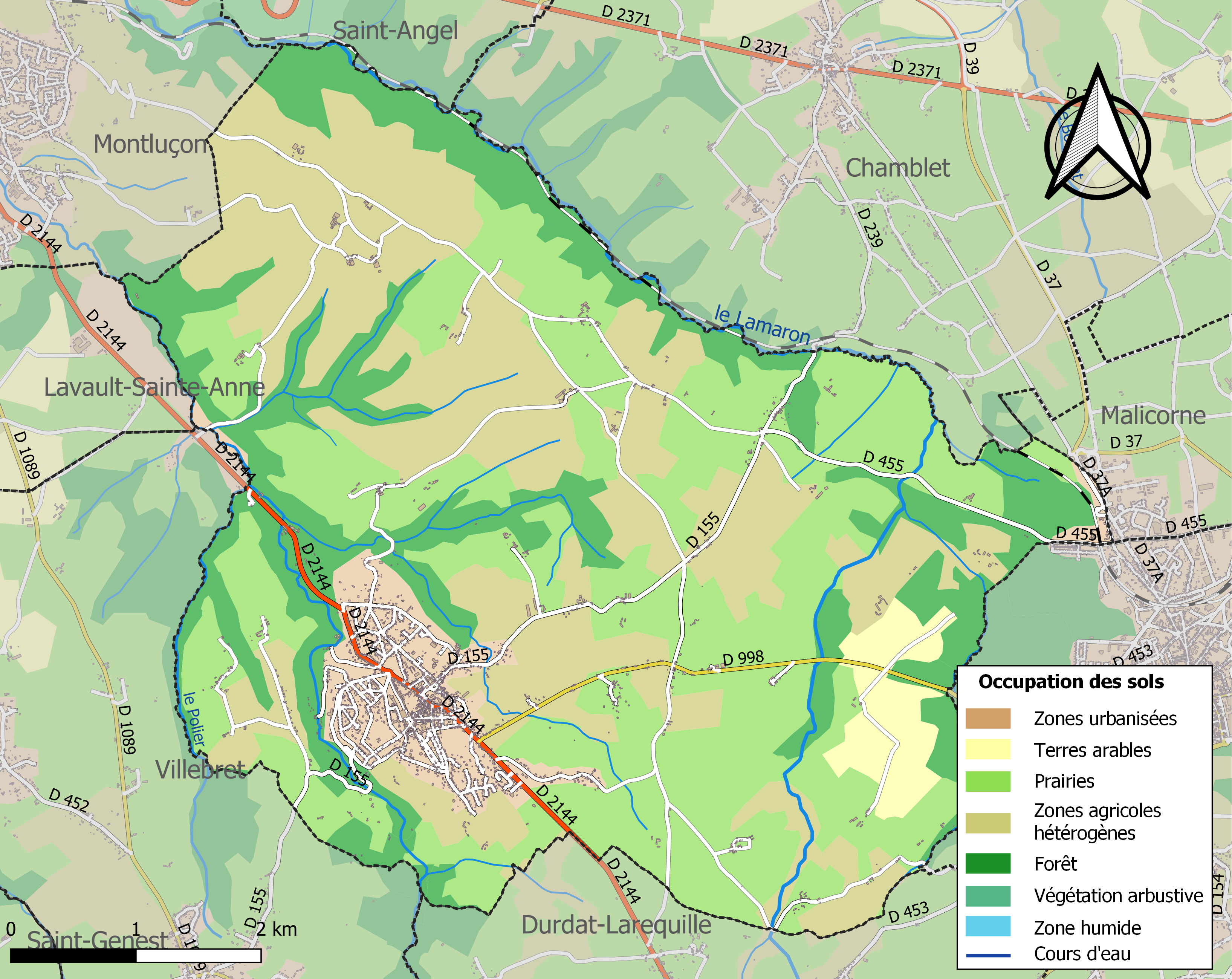
内里莱班土地利用情况地图

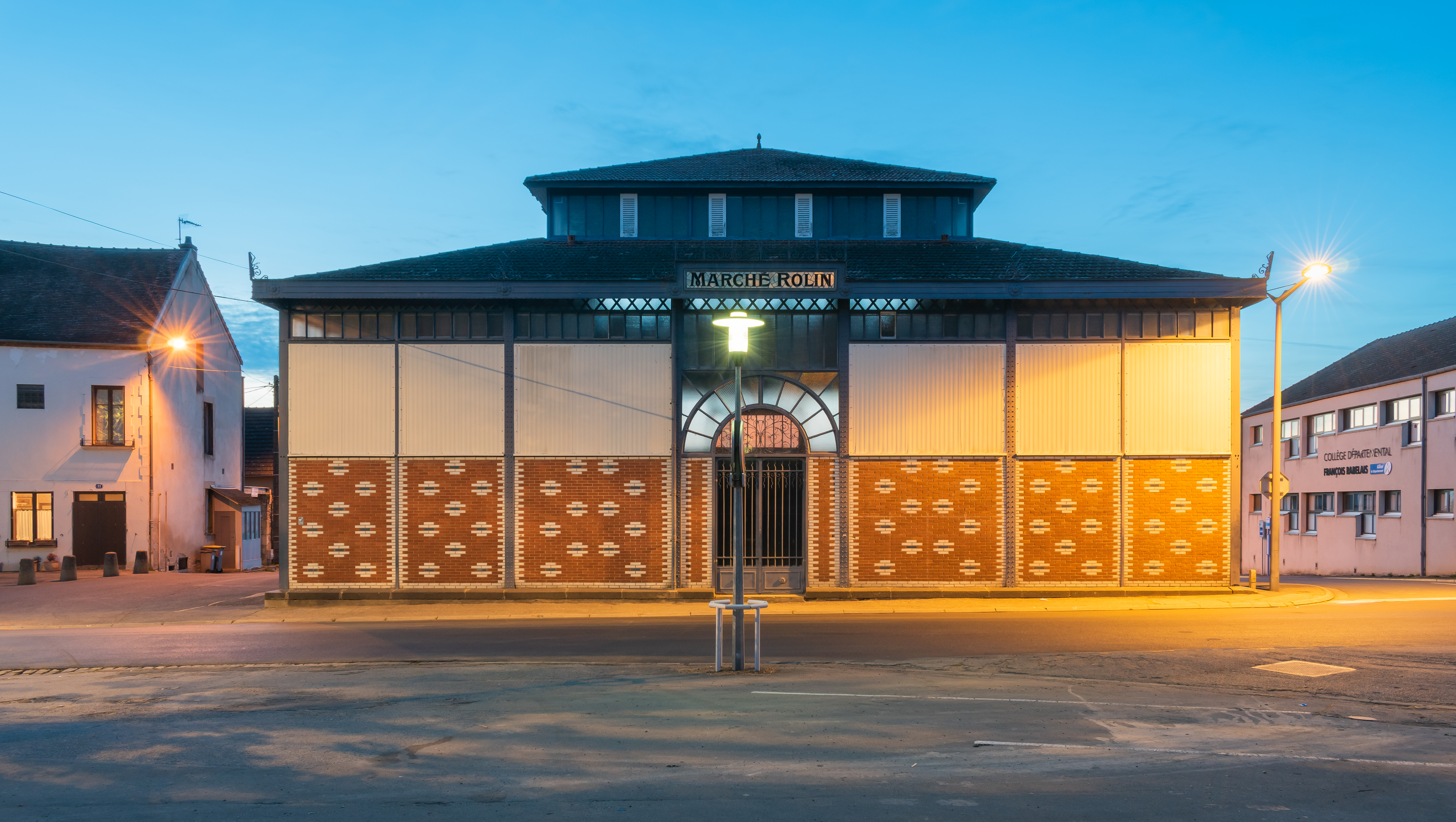
罗兰集市大堂

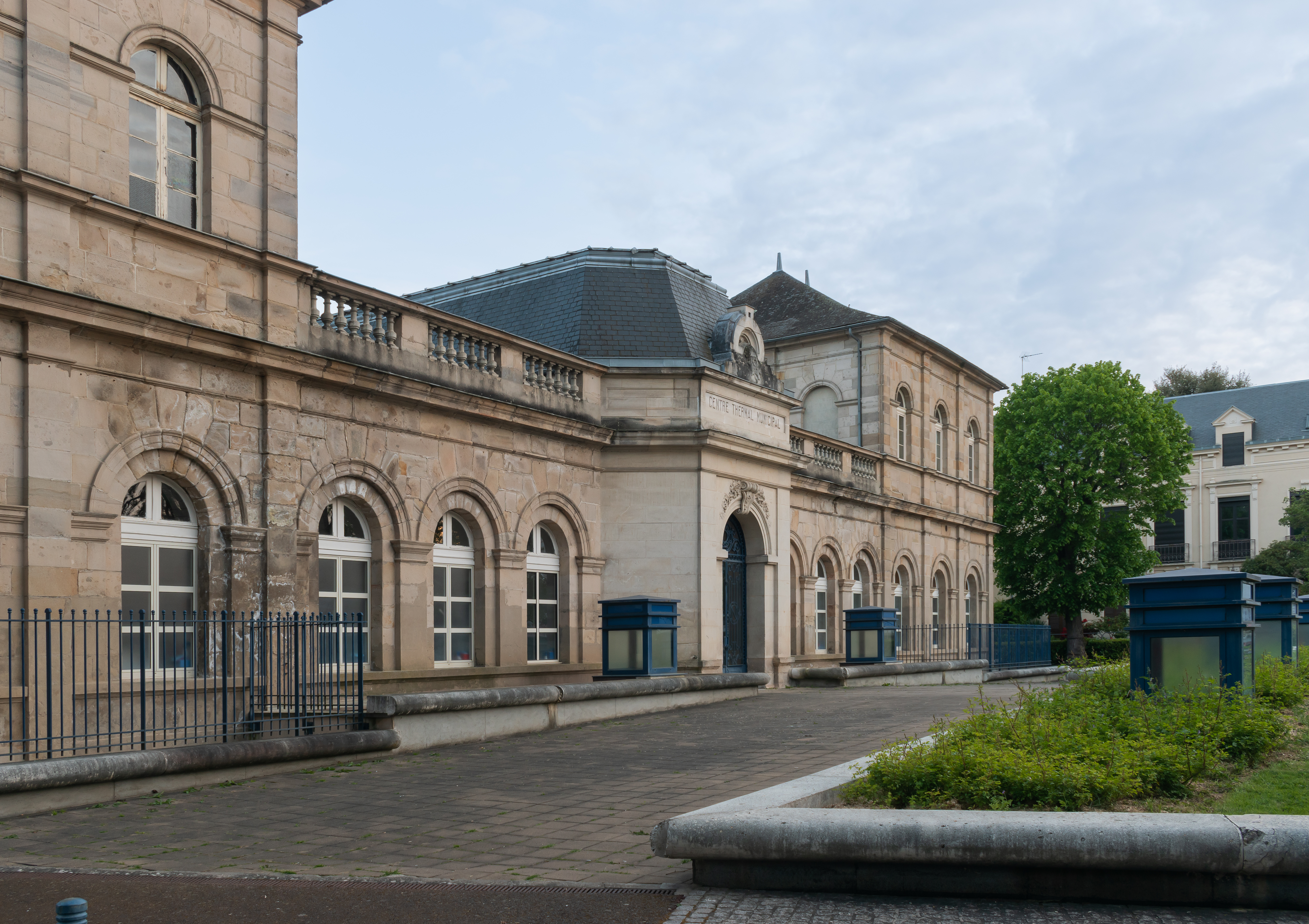
温泉浴场

### 教育
内里莱班属于克莱蒙费朗学区。截至2021年1月1日，内里莱班境内共有1所幼儿园、1所小学和1所初级中学。2021至2022学年度，内里莱班境内共有在校中等教育阶段学生236名。

### 医疗
截至2021年1月1日，内里莱班境内共有全科医生3名、保健师2名、牙医2名和护士4名。境内共有药房1家、养老院1家、残疾人帮扶中心2家。
距离内里莱班最近的区域性医疗机构为“蒙吕松-内里莱班中心医院”（Centre Hospitalier Montluçon - Néris les Bains），其主病区位于蒙吕松市区，距离内里莱班市区的正常车程约12分钟，该院设有床位396个，是蒙吕松区内规模最大的公立综合性医院。此外该机构还在内里莱班境内建有一处含有59个床位的康复中心。

### 住房
2020年，内里莱班境内共有各类住房1,983套，其中68.8%为独立式住宅，30.8%为集中式住宅。常住房屋占内里莱班市镇范围内居民建筑总量的59.0%。
在住房保障政策方面，2022年，内里莱班境内共有126户家庭获得了住房经济补助，受益人数占总人口数量的5.0%，其中119份为房租补助。

### 商业
2021年，内里莱班境内共有各类实体商铺47家，其中餐厅8家、面包房2家、肉铺1家、美容美发店5家、汽车维修店3家。内里莱班镇中心建有一家Intermarché购物超市。

### 体育
2021年，内里莱班境内共有1家游泳池、2间体育馆、5处网球场、1处马术场、1处足球或橄榄球场以及1处高尔夫球场。
截至2024年3月，内里体育会（Association Sportive Nérisienne，编号508741）是内里莱班境内唯一的一家注册足球俱乐部，成立于1922年，其主队2023至2024赛季参加阿列省足球联赛丙组（法国第十一级别），其主场为勒泰拉日球场（Stade du Terrage）。

### 环境
内里莱班的环境事务由其所属的科芒特里-蒙马罗-内里市镇公共社区联合各级政府协调负责。2021年，内里莱班境内暂无污染企业。

### 治安
内里莱班及其附近的共83个市镇是蒙吕松国家宪兵队（zone gendarmerie de Montluçon）的管辖范围。2020年，该宪兵队累计记录各类案件1,185起，其中盗窃类案件549起，经济类案件189起，毒品交易类案件64起。

## 文化

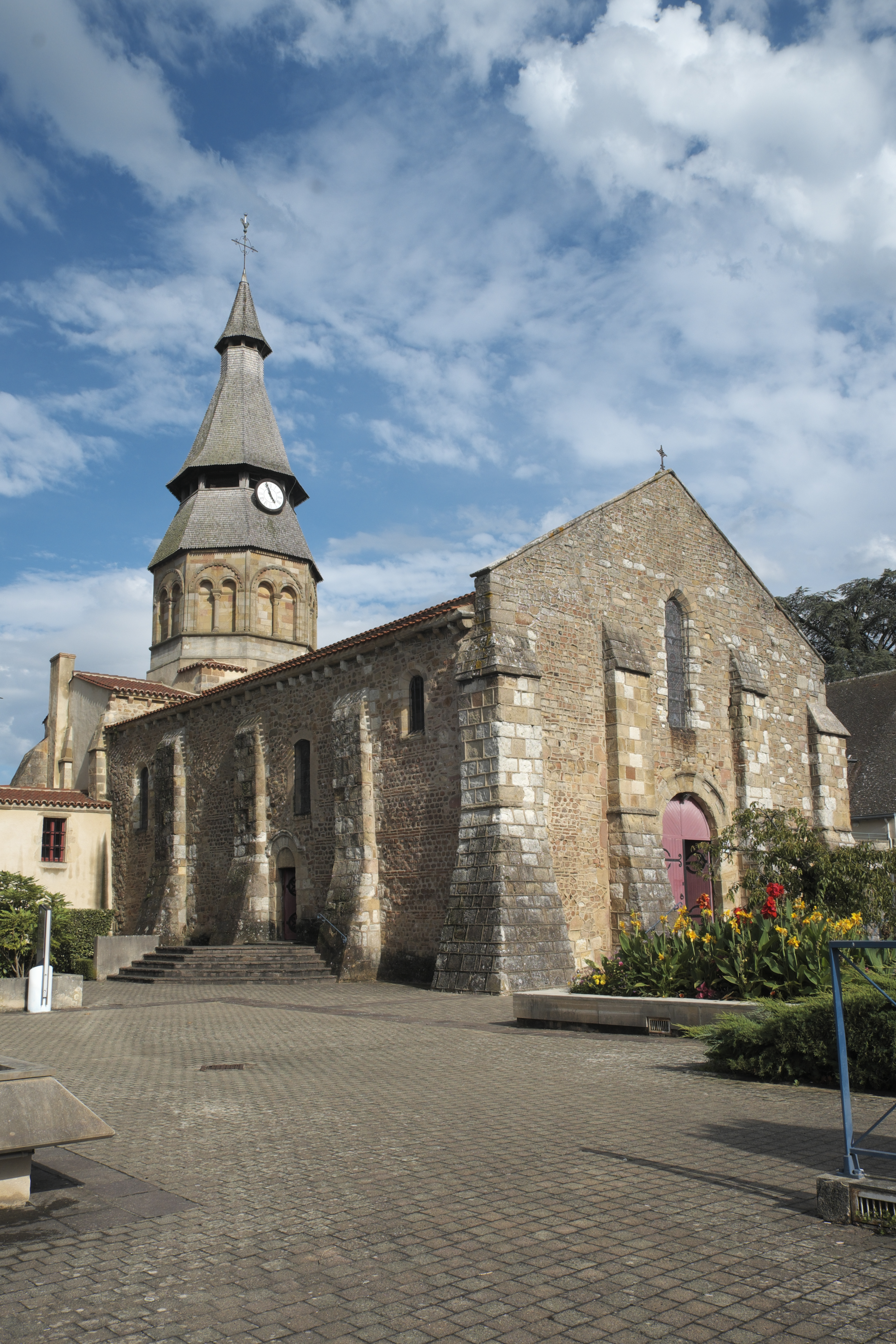
圣乔治教堂

2021年，内里莱班境内共有1家博物馆。内里莱班境内建有多媒体中心（Médiathèque），每周二至六向公众开放。

### 建筑
内里莱班境内有多处历史建筑，其中内里莱班浴场、圣乔治教堂等为法国国家文物保护单位。

### 旅游
内里莱班的旅游事务由其所属的科芒特里-蒙马罗-内里市镇公共社区联合各级政府协调负责。2023年，内里莱班境内共有3家酒店共计82间房间；另有3个露营地，可容纳共194辆露营车。

### 媒体
法国主要的媒体均可在内里莱班接收，法国电视三台下属的奥弗涅-罗讷-阿尔卑斯大区频道在部分时段播出内里莱班所在阿列省的地方新闻。《山地报》、蓝色法兰西奥弗涅地区广播、震动广播、Scoop广播等是当地主要的地方性媒体。

## 友好城市
截至2024年3月，内里莱班共与一座城市建立了友好城市关系：
- 德国 瓦德斯洛